# Ludificación

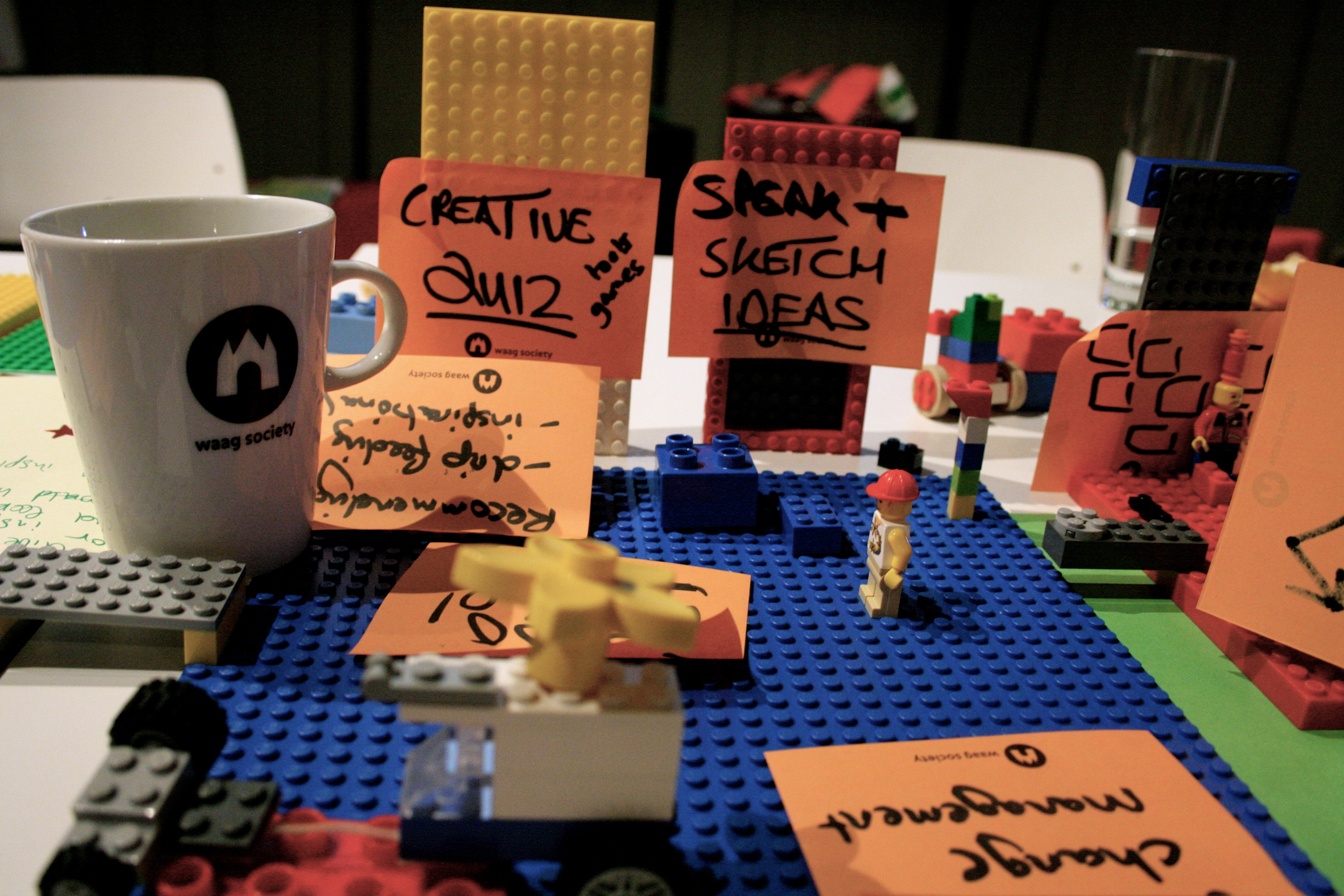
La ludificación facilita la participación en actividades como aprender cosas o realizar encuestas con fines comerciales.

La ludificación (también conocida por el anglicismo gamification - traducida al español como gamificación) es el uso de técnicas, elementos y dinámicas propias de los juegos y el ocio en actividades no necesariamente recreativas con el fin de potenciar la motivación.
Ayuda a reforzar la conducta para solucionar un problema y obtener un objetivo. También, mejora la productividad,activa el aprendizaje y sirve como herramienta para evaluar a individuos concretos.
Esta tendencia pretende aplicar el pensamiento y la mecánica de los juegos en ámbitos específicos de la vida cotidiana, donde se propone facilitar la consecución de ciertos objetivos relacionados con la formación, fidelización, cohesión social, creatividad, etc. Por ejemplo, la inclusión de juegos en una red social incrementa de forma considerable la motivación y la participación de sus usuarios.
El concepto surgió a partir del año 2008 en el mundo empresarial.No obstante, se ha convertido en una tendencia que ha ido aumentando su popularidad y el estudio de su aplicación se ha expandido a otros ámbitos.Aunque introducir valores lúdicos a estas actividades no es una idea nueva,se trata de un concepto que se ha visto potenciado en los últimos años como consecuencia del auge del entorno digital de los videojuegos y de estudios aplicados como la ludología.

## Historia del concepto
La revolución web ha acelerado la creación de comunidades en torno a todo tipo de redes sociales, aplicaciones y páginas web, donde la estimulación del comportamiento de los usuarios, a través de técnicas de ludificación, se ha convertido en básica.
La idea de introducir estructuras de juego a las actividades más anodinas no solo no es nueva, sino que prácticamente desde siempre se ha utilizado en contextos como la educación o la empresa con el objetivo de hacer más atractivas estas actividades. Sin embargo, es en los últimos años cuando el concepto ha sido sometido al estudio académico como tal.
En el mundo empresarial, los primeros en tomar conciencia del vínculo entre las personas de cualquier edad y los juegos fueron los responsables de mercadotecnia de las aerolíneas comerciales que, necesitados de generar nuevas ventas, desarrollaron los programas de fidelización del estilo viajeros frecuentes; una forma de recompensar a sus clientes habituales que sigue vigente hasta la actualidad.
El término inglés gamification fue acuñado por el programador de juegos de ordenador británico Nick Pelling ya en el año 2002. Aunque no es hasta el año 2008 cuando aparece el término gamification en el mundo anglófono, que se populariza en la segunda mitad del año 2010.
Algunos elementos característicos del juego que introduce la ludificación en ámbitos no recreativos son:
- Reglas o mecánicas: un ejemplo de ellas son el sistema de puntos, niveles, clasificaciones, etc.
- Dinámicas de juego: recompensas, competencias, estatus.[17][18]

Zichermann y Cunningham la consideran como un proceso relacionado con el pensamiento del jugador y las técnicas de juego para atraer a los usuarios y resolver problemas. Por su parte, para Kapp es la utilización de mecanismos, la estética y el uso del pensamiento, para atraer a las personas, incitar a la acción, promover el aprendizaje y la resolución de problemas.

### Definición

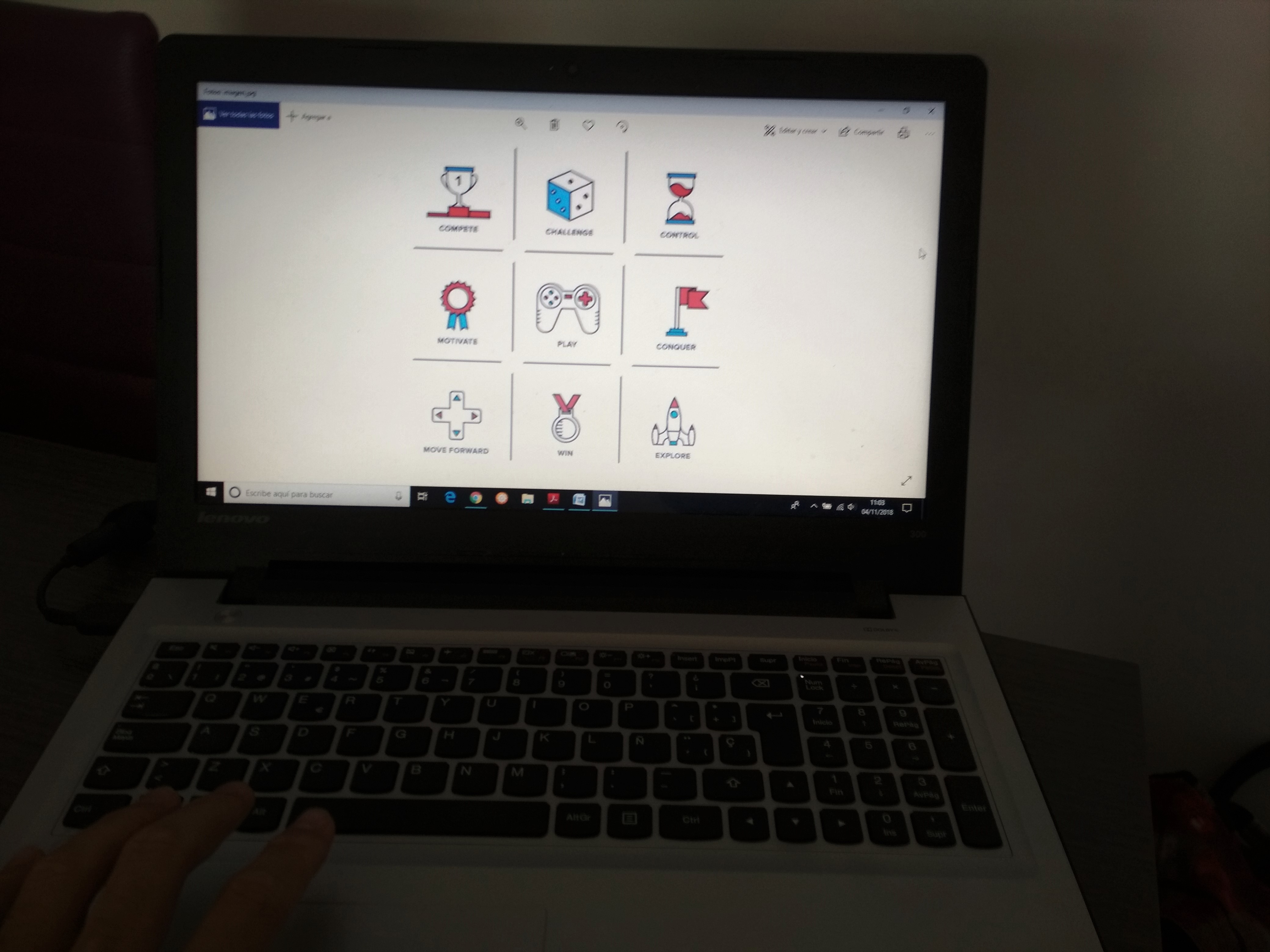
Ejemplo de ludificación en el aula

El diccionario Oxford define la palabra gamification como «la aplicación de elementos típicos del juego (p. ej. calificación por puntos, competición con los demás, reglas de juego) a otras áreas de actividad, normalmente como una técnica de mercadotecnia por internet para incentivar la fidelización con un producto o un servicio».
Se trata de un procedimiento importante por varias razones:
- Activa la motivación por el aprendizaje.
- Permite la retroalimentación constante.
- Facilita un aprendizaje más significativo permitiendo mayor retención en la memoria al ser más atractivo.
- Otorga compromiso con el aprendizaje y fidelización o vinculación del estudiante con el contenido y con las tareas en sí.
- Permite resultados más medibles como son niveles, puntos y medallas.
- Genera competencias adecuadas.
- Alfabetiza digitalmente.
- Genera aprendices más autónomos.
- Desarrolla competitividad a la vez que colaboración.
- Otorga capacidad de conectividad entre usuarios en el espacio en línea, cuando es por esta vía.

## Objetivo del concepto

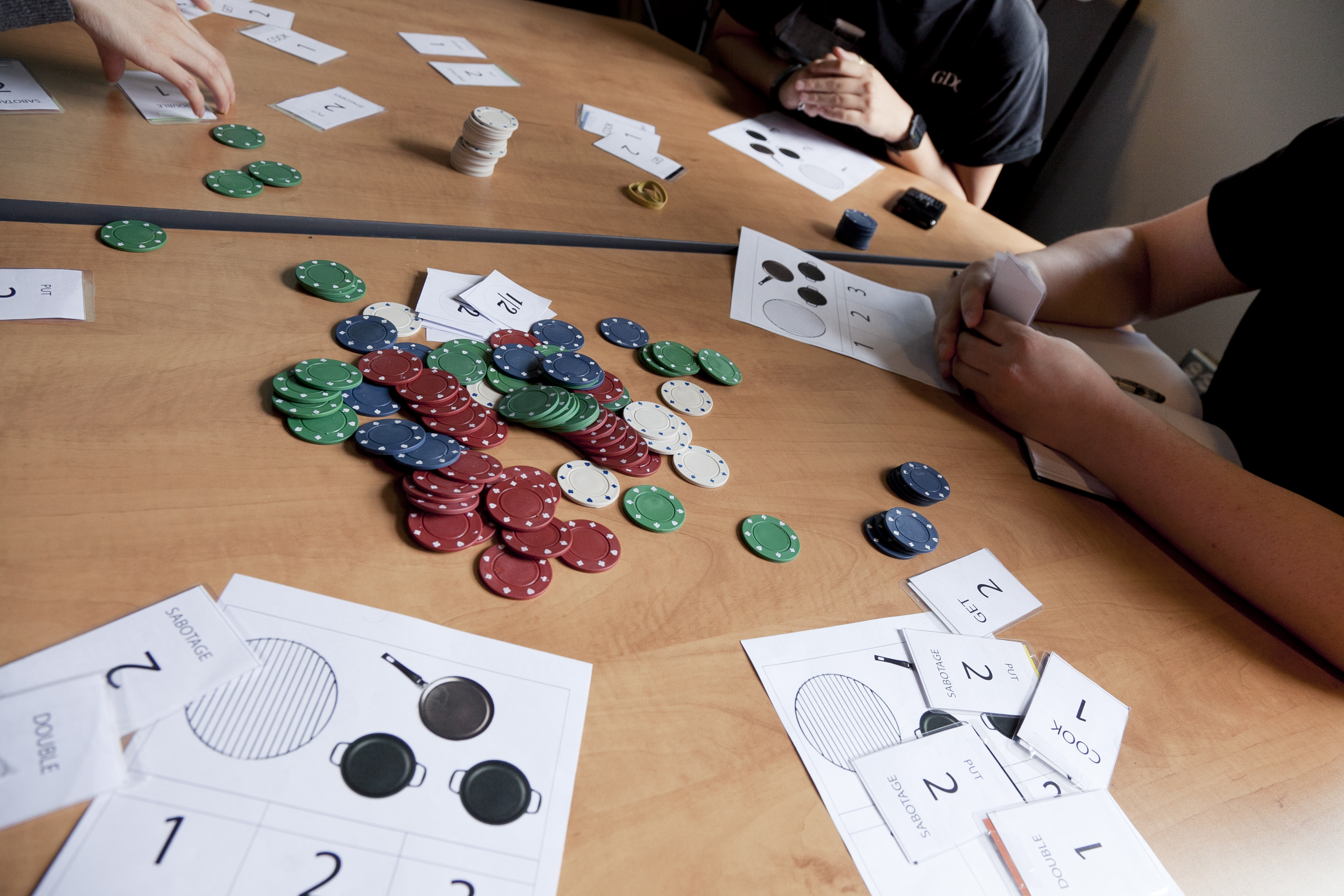
Desde el punto de vista de la ludificación, una encuesta de satisfacción del cliente o un estudio de mercado puede convertirse en un juego en el que poder ganar premios al responder las preguntas.

La ludificación tiene por objeto introducir estructuras creativas e innovadoras provenientes de los juegos para convertir una actividad, a priori aburrida, en otra actividad que motive a la persona a participar en ella. En este sentido, se ha definido que la ludificación pretende persuadir a la persona para convertir una simple tarea en un reto atractivo que merezca la pena continuar.
Atendiendo a dónde apliquemos la ludificación y con qué fin, podemos diferenciar tres tipos principales: interna, cuando se produce dentro del ámbito empresarial para conseguir aumentar la productividad de sus empleados; externa, si también es en la empresa pero con el objetivo centrado en los clientes existentes o potenciales, en el marketing; y, por último, la ludificación que busca cambios conductuales si se centra en conseguir mejoras en la población, como pueden ser mejorar el aprendizaje a nivel educativo o seguir una dieta.

## Claves para ludificar
Algunas de las claves para ludificar con éxito son:
- Que se pueda escoger.
- Que exista una progresión.
- Que sea social: competir, colaborar, compartir, ver.
- Que cree hábitos.
- Que genere lealtad.
- Que produzca expectación.
- Que considere que jugar puede ser divertido.
- Que haya una progresión hacia un dominio de la materia o maestría, mediante pequeños logros.
- Que contemple lo que motiva:
  - Maestría.
  - Autodescubrimiento.
  - Diversión.
- Que se piense como un diseñador de juegos.
- Que se considere a los participantes como jugadores.
- Que se mantenga a los jugadores en el juego, jugando.
- Que sea divertido, dado que los juegos funcionan porque son entretenidos; por lo tanto, hay que conseguir que la actividad a ludificar también lo sea. Cosas consideradas divertidas:
  - Ganar.
  - Resolver problemas.
  - Explorar.
  - Trabajar en equipo.
  - Lograr reconocimiento.
  - Triunfar, ganarle a otros.
  - Recolectar “cosas”.
  - Tener sorpresas.
  - Promover la imaginación.
  - Compartir.
  - Hacer un juego de roles.
  - Personalizarse.
  - Pasar el tiempo.

## Elementos básicos
Uno de los marcos de referencia para el diseño y análisis de juegos más difundido y utilizado en la actualidad es el denominado MDA, siglas en inglés que refieren a los tres elementos básicos de todo juego: las mecánicas, las dinámicas y las estéticas (Mechanics-Dynamics-Aesthetics).. Existen otros marcos de diseño con características semejantes propuestos por diversos autores como Werbach y Hunter o Blohm y
Leimeister.

### Mecánicas de juego
Las mecánicas de juego son aquellas reglas que consiguen que la actividad se asimile a un juego o a una actividad lúdica, pues consiguen la participación y el compromiso por parte de los usuarios a través de una sucesión de retos y barreras que han de superar. Existen muchas mecánicas de juego distintas, pero cabe destacar:
- Recolección: se usa la afición de coleccionar de los usuarios y la posibilidad de presumir ante nuestras amistades de estas colecciones. Por ejemplo, en las redes sociales de libros como Anobii los usuarios tienen su propia 'estantería virtual' en la que exponer como trofeos sus libros.
- Puntos: trata de incentivar al usuario mediante un sistema de puntos con el que conseguir algo, como prestigio o premios. Así, algunas cadenas de gasolineras o comercios tienen planes de puntos que prometen descuentos si acumulas cierta cantidad de estos puntos, y consiguen así que acudas a sus establecimientos.
- Comparativas y clasificaciones: someten a los usuarios a un sistema de clasificación que tiene en cuenta su implicación en la actividad. De esta manera se explota el espíritu competitivo de los usuarios.
- Niveles: con este sistema se premia la implicación del usuario en la actividad otorgándole un nivel o descripción con el que distinguirse del resto, y que anima a los usuarios nuevos a igualarlos. Así se hace, por ejemplo, en los foros de discusión de Internet en los que en función de la participación del usuario se le asigna un nivel como Veterano, Novato, etc.
- Reacciones: si el sistema responde a las actividades del usuario, este valora que el trabajo que ha hecho tiene una implicación relevante. Así, redes sociales como Facebook o LinkedIn notifican por correo electrónico al usuario cuando alguien ha interactuado con este, dando a entender que el usuario ha obrado bien —una suerte de refuerzo positivo—.

### Dinámicas de juego
Se entiende por dinámicas de juego a aquellos aspectos y valores que influyen en cómo la persona percibe la actividad y que deben ser seleccionados según el propósito que se persiga: la progresión, la narrativa, el compañerismo, etc. Algunas de ellas pueden ser: el feedback, para conocer cuánto hemos avanzado, en qué lugar estamos dentro del juego; o la diversión, pues suele ser una de las razones por las que jugamos, porque nos divertimos.
Con las mecánicas de juego, conseguiremos medallas, puntos o subir de nivel. Las dinámicas determinarán cuando se conceden o liberan los anteriores.

#### La diversión
Jugamos no solo por entretenimiento, sino porque también nos motiva y la diversión es un elemento crucial. Por ello debe tenerse en cuenta en el diseño cuando se trata de ludificación.
Podemos diferenciar cuatro tipos de diversión:
- La diversión dura, fuerte, difícil o hard fun: es la que consiguen los jugadores que encuentran la motivación en la superación personal.
- La diversión sencilla, fácil o easy fun: viven y disfrutan del entorno del juego sin más.
- La diversión seria o serious fun: usan el juego para liberar la mente.
- La diversión de las personas, con personas o people fun: el compartir la experiencia con otros jugadores es el elemento motivador en este caso.

### Estética del juego
Tiene que ver con el medio, soporte o interfaz para facilitar el juego. Se basa en el diseño de la experiencia del usuario y en definitiva lo que generará mayor o menor atracción por el usuario. Incluye tanto la parte visual, como táctil y auditiva de la experiencia de juego.

### Componentes del juego
Son las aplicaciones específicas que se añaden a la actividad. Hay herramientas de ludificación en formato de videojuego muy sofisticadas. En algunas de ellas se introduce a la persona en un ambiente virtual creado por especialistas, donde tendrá que poner a prueba sus capacidades en función de los requerimientos que le piden. Son sistemas que permiten analizar las reacciones fisiológicas frente a situaciones determinadas y, por otro lado, las reacciones neuronales, con el objetivo de conocer la reacción general del individuo frente a situaciones que pueden intervenir en su ámbito de trabajo, para conocer su capacidad de adaptación, control de la situación, capacidad de liderazgo, etc. Son herramientas que permiten evaluar, pero sobre todo desarrollar competencias y cambiar comportamientos.

### Tipos de jugadores

#### Teoría sobre los jugadores deRichard Bartle
Existen cuatro tipos de jugadores con diferentes motivaciones e intereses hacia el juego. Por un lado, se encuentran aquellos que se centran en la consecución de los objetivos y en el resultado final del juego, y por el otro, los que se centran más en el valor participativo y lúdico que entraña el juego en sí mismo.
- El asesino: su principal motivación es la de ganar y obtener el primer puesto de la clasificación. La forma para retener a estos participantes en el juego es mediante el uso de listas de clasificación en las que pueden comprobar cómo van superando los distintos niveles y cómo van escalando puestos. Son aquellos jugadores que les gusta engañar y luchar.[38][41] Puede esperarse que este tipo de personalidad sea común, pero las investigaciones de Bartle sugieren que solo un reducido 1% de jugadores se corresponden con este rol.[42]
- El triunfador: es un tipo de jugador aventurero, cuya principal motivación es la de continuar descubriendo nuevos escenarios, plataformas o niveles y superar los objetivos marcados en el juego. En este sentido, su motivación es intrínseca y está más relacionada con la satisfacción personal o el bien del grupo. Son activos en el juego pero no necesariamente con otros participantes. Su objetivo principal es quedar primero.[41] Bartle estima que apenas el 10% de jugadores son del tipo triunfador. Su grado de competitividad se basa en adquirir más que los demás, pero en menor grado que el tipo asesino.[42]
- El sociable: su motivación es de tipo social por encima de la misma estrategia del juego, compartir con los demás o crear una red de contactos o amigos. Se los retiene en el juego a través de chats o listas de amigos. Buscan socializar, compartir y reflexionar con otros participantes.[41] Les interesa crear comunidades. La inmensa mayoría de los jugadores son del tipo sociable, cerca del 80% según estima Bartle. Se complacen uniéndose a los demás para alcanzar logros que por sí mismos no conseguirían.[43]
- El explorador: es aquel jugador que le gusta descubrir aquello que le es desconocido. Le atraen los retos complejos mediante los cuales pueda superar los diferentes niveles del juego. Su motivación es la autosuperación. Les interesa interactuar con el sistema o plataforma propuesto.[41] El tipo explorador representa cerca del 10% de los jugadores y no se deja abatir ante las tareas repetitivas siempre que en algún momento desbloqueen un área nueva del juego. Para ellos, el descubrimiento es el premio.[42]

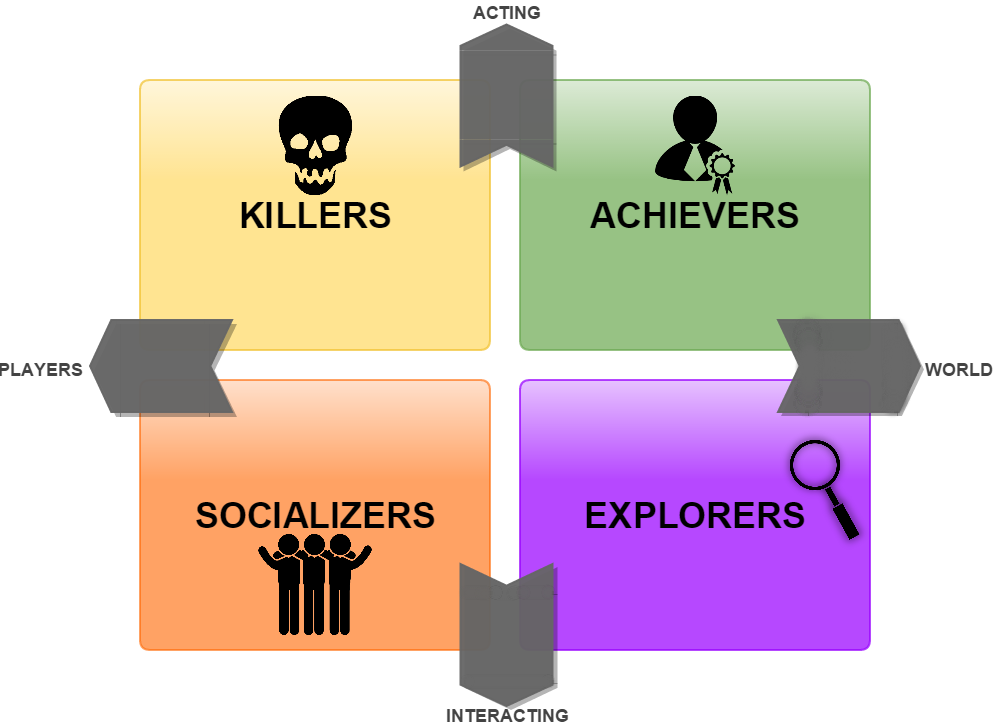
Mapa de posicionamiento de los jugadores según la teoría de Richard Bartle

Bartle establece una relación entre la acción e interacción en el mundo de juego o con otros jugadores. Dependiendo del comportamiento del jugador y teniendo en cuenta estos cuatro factores, se lo sitúa como asesino, triunfador, sociable o explorador. Los ejes ponen en relación dos variables jugadores frente al mundo de juego y la interacción frente a la acción. Los socializadores y los asesinos se sitúan en el lado de la acción o interacción con los jugadores, mientras que en el otro extremo los exploradores y triunfadores prefieren la relación con el sistema de juego. Atendiendo al eje vertical se encuentra que los asesinos y triunfadores prefieren actuar sobre elementos concretos, ya sea sobre otro jugador o una misión del juego, frente a los sociables y los exploradores que prefieren la interacción con diferentes elementos del juego o varios jugadores a la vez.
Hay jugadores que prefieren relacionarse con otros jugadores, como es el caso del asesino y el sociable. Por otro lado, hay quienes priman la interacción o acción con el mundo de juego, como los triunfadores y los exploradores. Richard Bartle concluye en sus resultados que los perfiles se distribuyen en la siguiente proporción de jugadores: asesinos 20 %, triunfadores 40 %, exploradores 50 % y sociables 80 %. Lo que quiere decir que un jugador puede clasificarse en más de un perfil generando perfiles hibridados como asesino-socializador por ejemplo, o incluso un jugador que presenta los cuatro tipos de comportamiento pero que destaca más en uno en concreto.

### Herramientas para la ludificación
Existen muchas herramientas diferentes para desarrollar la ludificación. Muchas de ellas están basadas en webs fácilmente accesibles que no requieren software especiales y permiten su acceso en cualquier lugar y en cualquier momento (anywhere, anytime). Ejemplos como Trivinet, Socrative, Kahoot!, FlipQuiz, Duolingo, Ribbon Hero, ClassDojo, Goalbook, Classcraft, Testeando, Plataforma Toovari o SimCity Educativo.
BadgeOSTM y su accesorio BadgeStack son extensiones gratuitas para WordPress que automáticamente crean diferentes tipos de logros y páginas para fundar su sistema de insignias. Mozilla Open Badges Project es otro proyecto que permite también el reconocimiento de los aprendizajes y otras destrezas fuera de la clase con el sistema de insignias. Con las insignias, se consigue un reconocimiento digital a lo aprendido y permite un aprendizaje informal.
Los sistemas de gestión de aprendizaje (LMS) ofrecen una gran variedad de cursos con abundantes recursos y actividades. Además, permiten la integración con la web 2.0 lo cual aumenta su funcionalidad y dan respuesta a los nuevos paradigma educacionales en la línea del constructivismo fomentando el trabajo colaborativo y cooperativo entre los estudiantes. Este entorno es adecuado para la ludificación porque tiene herramientas automáticas que dan pistas a los estudiantes de sus resultados y progresos. Además es posible recuperar los datos acerca del tiempo que los estudiantes ven e interactúan  con el contenido. Se fomenta que los estudiantes participen en discusiones, foros y blogs formando parte del desarrollo de los contenidos con los que trabajan. Existen varios ejemplos de aplicación de los LMS, como:
- Docebo brinda aplicaciones en las cuales el administrador puede crear insignias o premios que sus estudiantes pueden ganar completando actividades. (Docebo Help & Support).
- Accord LMS ofrece zonas de cooperación y creación de equipos.
- Blackboard es una herramienta de logros y permite a los estudiantes escuchar reconocimientos a su trabajo.
- Moodle es una de las plataformas más famosas que posibilita a los profesores gestionar el aprendizaje en línea. Se puede usar avatares, visibilizar el progreso de las estudiantes (barras de progreso), visualizar los resultados de los tests fomentando la competitividad. Tiene diferentes niveles en los estudiantes pueden progresar, posee una retroalimentación donde los estudiantes pueden ser corregidos y estimulados por el profesor u otros compañeros, posee insignias y premios para la competición y un ranking para mostrar a los estudiantes los puntos que tienen.[46]

## Modelo TOY de Gamificación
El Modelo TOY de Gamificación (del inglés Turkey Gamification Model) es un marco de diseño que define diez pasos para implementar estrategias de ludificación.  Aunque se centra en el ámbito laboral, sus principios pueden aplicarse a otros contextos, como la educación. El modelo busca guiar la integración de mecánicas de juego para motivar y comprometer a los participantes.
Los diez pasos del Modelo TOY:
1. Definición de Objetivos. El primer paso consiste en establecer objetivos claros, tanto para la organización como para los participantes individuales.  Estos objetivos deben ser específicos, medibles, alcanzables, relevantes y con plazos definidos (SMART goals). Se recomienda que las metas promuevan tanto el rendimiento como el disfrute.
2. Identificación de Comportamientos Objetivo: Se deben identificar las acciones específicas que se desean observar y medir durante el proceso de ludificación.  Estas acciones pueden variar en complejidad, desde la creación de una cuenta o la participación en un foro, hasta la realización de tareas más específicas. La definición precisa de estos comportamientos facilita su posterior evaluación.
3. Creación de Personas: Este paso implica el desarrollo de personas, que son representaciones semi-ficticias de los usuarios objetivo. Las personas ayudan a comprender las necesidades, motivaciones y comportamientos de los participantes, permitiendo personalizar la experiencia de ludificación.
4. El Viaje del Jugador: Basado en el modelo de diseño de juegos de Amy Jo Kim, este paso se centra en la evolución de la experiencia del jugador a lo largo del tiempo. Se divide en tres fases:
  - Incorporación (Inicio):  Se presentan objetivos iniciales sencillos para familiarizar al jugador con la dinámica.
  - Creación de Hábitos: Se promueven acciones repetitivas para consolidar comportamientos deseados.
  - Dominio: Se proponen desafíos más complejos que permiten el desarrollo de habilidades.
5. Ocho Impulsos Centrales (Octalysis): El Modelo TOY integra el marco Octalysis, que identifica ocho motivadores centrales:
  1. Significado Épico y Vocación:  Conectar al jugador con un propósito mayor.
  2. Desarrollo y Logro:  Incentivar la progresión y la mejora de habilidades.
  3. Empoderamiento de la Creatividad y la Retroalimentación: Fomentar la experimentación y la resolución creativa de problemas.
  4. Propiedad y Posesión:  Motivar la adquisición y el desarrollo de recursos virtuales.
  5. Influencia Social y Relación:  Promover la interacción, la competencia y la colaboración.
  6. Escasez e Impaciencia:  Generar deseo por recompensas limitadas o difíciles de obtener.
  7. Imprevisibilidad y Curiosidad:  Despertar el interés por descubrir nuevos elementos y narrativas.
  8. Pérdida y Evitación:  Impulsar la acción para evitar consecuencias negativas.
6. Elementos del Juego: El modelo propone una amplia gama de elementos de juego, incluyendo tablas de clasificación, puntos, insignias, niveles, personalización, equipos, ligas, torneos, recompensas, desafíos, narrativas, etc.
7. Recompensas (SAPS): El modelo utiliza el marco SAPS para clasificar las recompensas:
  - Status: Reconocimiento social.
  - Acceso: Privilegios especiales.
  - Poder: Mayor influencia.
  - Stuff (Artículos): Objetos físicos o virtuales.
8. Tecnología: Este paso se refiere a las herramientas y plataformas tecnológicas utilizadas para implementar y gestionar la ludificación.
9. Desencadenantes y Comunicación: Se definen los mecanismos de comunicación entre participantes y organizadores, así como los estímulos que promueven la interacción.
10. Medición y Evaluación: Se evalúan los resultados de la ludificación en relación con los objetivos iniciales, utilizando los comportamientos medibles como indicadores.  También se recoge retroalimentación de los participantes para mejorar el proceso.[47]

## La ludificación en educación

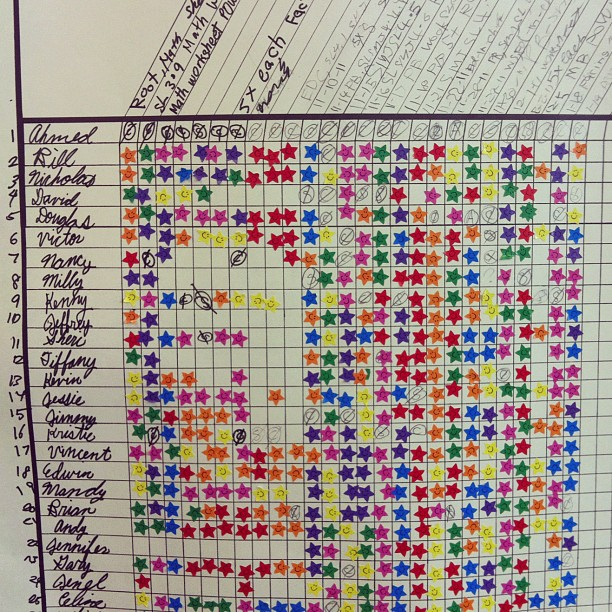
Otorgar insignias a los alumnos por sus logros o crear pequeñas competiciones puede animarles a participar en las actividades de aprendizaje.

En el ámbito de la educación, la ludificación se ha practicado desde siempre. Así, no es raro encontrar profesores que utilizan pequeños concursos o juegos para facilitar a sus alumnos el aprendizaje. Otras experiencias similares son las canciones que acompañan a las listas que hay que memorizar en la escuela, como por ejemplo las de reyes, capitales, tablas de multiplicar, próceres o accidentes geográficos.
Sin embargo, en el contexto actual, los jóvenes pasan gran parte de su tiempo jugando a videojuegos o con tecnologías de la información y la comunicación, por lo que tampoco sería extraño implementar en el proceso de aprendizaje las mecánicas de juego de los videojuegos, como la consecución de logros o los sistemas de puntuación; o sus dinámicas de juego, como fomentar una sana competición entre los alumnos.
La ludificación en el sistema educativo, trata la manera para que el estudiante tenga un aprendizaje más significativo. También un objetivo es que el alumno quiera aprender voluntariamente por medio de juegos. Los elementos que han dado mejores resultados, de forma que los usuarios aprendieran y lo hicieran disfrutando, son denominados Ludemas. De esta forma, los ludemas pueden ser considerados como las unidades fundamentales de los juegos, fijadas a través del tiempo y reconocibles independientemente del juego en el que se encuentren.

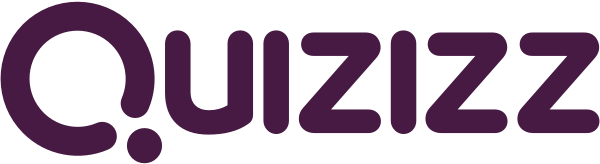
Ejemplo de herramienta para la ludificación en la era digital

La ludificación aplicada a la educación no solo busca crear nuevos procedimientos a través de los juegos para la adquisición de competencias y conocimiento, estimulando y atrayendo al alumno al proceso de aprendizaje, sino que es un alternativa didáctica para que los estudiantes adquieran mayor compromiso en su aprendizaje. Por lo tanto, la estrategia de ludificación requiere de un diseño estructurado a partir de modelos como el MDA (por sus siglas en ingles Mechanics, Dynamics, Aesthetics) o el diseño Elemental Tetrad.
Estos elementos permiten a los jugadores vivir una experiencia interesante y atractiva, y convierte a los buenos juegos de hoy en día en auténticas máquinas para enseñar, extraordinariamente adaptadas al ser humano. Además, como ya se ha mencionado con anterioridad, la ludificación se ha considerado una herramienta que fomenta la motivación de los usuarios, por lo tanto, para diseñar actividades ludificadas es necesario conocer las claves de la motivación, tanto en ambientes educativos como organizacionales. 
La aplicación de la ludificación en los procesos de enseñanza  permite que algunos de sus elementos característicos como el uso de puntos, medallas, tablas de clasificación, entre otros, influyan positivamente en la motivación de los estudiantes y en su deseo de aprender. La motivación al logro mejora la atención y la proactividad de los estudiantes, por lo tanto, la ludificación y la aplicación de las nuevas tecnologías en la educación pueden considerarse como potenciales aliados del trabajo de los docentes. Sin embargo, es necesario que  las actividades pedagógicas ludificadas garanticen contenidos educativos enriquecidos y se orienten a construir escenarios y contextos que estimulen y vinculen plenamente a los participantes, más allá del uso de puntos, clasificaciones o niveles, con el propósito de lograr la autodeterminación e independencia del estudiante. Los estudios científicos publicados sobre gamificación en el ámbito de la educación son por el momento inconcluyentes respecto al poder motivador de la gamificación, considerando que hay una alta expectativa sobre el poder de la gamificación en el ámbito educativo.

### Juegos educativos para niños
Tal como lo mencionan Jean Piaget y Maria Montessori, el juego es la principal actividad a través de la cual el niño lleva su vida durante los primeros años de edad. Según Arango (2000), es a través del juego que el infante observa e investiga todo lo relacionado con su entorno de manera libre y espontánea. Los pequeños van relacionando sus conocimientos y experiencias previas con otras nuevas, realizando procesos de aprendizajes individuales, fundamentales para el crecimiento independientemente del medio ambiente en el que se desarrolle.

### La ludificación en el contexto educativo presencial
A menudo, los centros educativos utilizan la ludificación para facilitar la consecución de objetivos del centro. Pintar una papelera con forma de canasta en el patio incita a que los estudiantes la usen a modo de puntuación, o dibujar líneas sobre el suelo además de indicar por dónde caminar, también puede servir para indicar cuándo parar, etc. En otras ocasiones, los propios profesores buscan ciertos objetivos y proponen vías lúdicas de acceso a las mismas.
Los procesos de aprendizaje requieren recursos que contribuyan a la consecución de conocimientos cognoscitivos, procedimentales y actitudinales. Entre los recursos que podemos emplear, destacamos:
- Pizarra interactiva o pizarra digital (PDI): consta de un ordenador conectado a un videoproyector que muestra la señal desde el ordenador a una superficie lisa que permite realizar anotaciones escritas mediante el uso de un bolígrafo o el dedo.[60]
- Robótica educativa (bee bots, cubeto, lego wedo…): consta de un robot educativo y en ocasiones una alfombra interactiva que permite adentrarse en la programación. La inclusión de la robótica educativa en las aulas constituye una herramienta para trabajar los contenidos del currículo de un modo diferente.[61]
- Tabletas: se trata de una computadora portátil que permite la interacción con los dedos a través de una pantalla táctil. La comunicación se establece de un modo inmediato y el almacenamiento se centra en un mismo lugar.[62]
- Móviles: permiten el aprendizaje electrónico (m-learning) haciendo posible la resolución de problemas, el desarrollo de destrezas, la construcción de aprendizajes funcionales, etc., favoreciendo la autonomía y accediendo al conocimiento desde cualquier lugar y en cualquier momento.[63]

### Diferencia entre ludificación y aprendizaje basado en juegos
Es común que se empalmen ambos conceptos por la cercanía de sus definiciones, no obstante hay que tener en cuenta que no son lo mismo y guardan diferencias. El aprendizaje basado en juegos es un enfoque de enseñanza donde los alumnos utilizan juegos como recursos de aprendizaje o apoyo a la evaluación. Este tema conjuga específicamente la educación y los juegos, donde se construyen escenarios de enseñanza para alcanzar objetivos de aprendizaje previamente definidos a través de juegos. Mientras que la ludificación se basa en incorporar dinámicas o mecanismos de juego (puntos, rankings, insignias, reglas de juego, etc.) a procesos que de por sí no son muy “jugables”, valiéndose de la predisposición psicológica del ser humano para participar en juegos.
El objetivo de la ludificación puede ser reforzar o modificar el comportamiento de los usuarios en cualquier ámbito y no necesariamente en el educativo. Mientras que el aprendizaje basado en juegos, busca particularmente que los juegos sean herramientas de apoyo y su contenido se adecua según el escenario educativo.
Los juegos para la formación se diferencian de los juegos propiamente, en que aplican la sistemática del juego  y sus mecanismos a un tema serio. Cuanto más atractiva y entretenida sea una acción formativa que utiliza juegos, mayores son las posibilidades de conseguir los resultados deseados.

## La ludificación en los cambios de comportamiento
Otros ejemplos de introducción de elementos pertenecientes al juego en ambiente no lúdicos pueden apreciarse en el sitio web The Fun Theory de la empresa Volkswagen. En el sitio web, la empresa sostiene que «la teoría de la diversión está basada en la idea de que algo simple como la diversión es la manera más fácil de cambiar la conducta de la gente para bien».

## Ética a través de la ludificación
Si utilizamos la ludificación como herramienta docente, también puede ser utilizada como recurso de educación en valores, para evitar, a través de la educación, un uso inapropiado de la ludificación, así como de cualquier otro recurso virtual.
De esta idea surgen propuestas como Interland, en la que Google se asocia con estrellas de YouTube como John Green para promover materiales educativos dirigidos a estudiantes de tercero a quinto de primaria.
Conforme se desarrolla la aventura en Interland, se ha de luchar contra los piratas informáticos, los estafadores y los ciberacosadores a la vez que desarrollan y aprenden habilidades diseñadas para ayudarlos a mantenerse seguros en la red.
Interland utiliza gráficos similares al popular juego Minecraft para que los niños sientan familiaridad con los escenarios donde transcurre la acción.

## La ludificación en el mundo empresarial
En el caso concreto de la mercadotecnia y el mundo empresarial, la ludificación se redefine como un conjunto de técnicas con las que ofrecer al cliente una experiencia agradable y divertida para que se involucre en la actividad empresarial, que consuma más, que se fidelice y, en definitiva, responda mejor al estímulo comercial. Existen iniciativas que están usando ludificación en diversas disciplinas comerciales, como por ejemplo el comercio electrónico.
Los primeros en utilizar la ludificación como técnica de fidelización de clientes han sido las aerolíneas implementando sus programas de viajeros frecuentes.[cita requerida] De esta manera los pasajeros pueden canjear las millas que acumulan como consecuencia de sus vuelos por pasajes u otros beneficios. Desde entonces, empresas pertenecientes a diversos ámbitos han utilizado este sistema de puntos para conseguir que los clientes vuelvan a comprar en ellas.

### La ludificación y los objetivos de negocio
Muchas compañías en todo el mundo han recurrido a la ludificación para adaptarse a los cambios que las nuevas generaciones de empleados traen consigo, y así lograr sus objetivos de negocio. 
Estas utilizan mecanismos de juego como insignias, niveles y tablas de clasificación para involucrar a los empleados, aumentar la productividad e impulsar el éxito empresarial.
En la ludificación en un negocio son tres los ingredientes que debe presentar el diseño del juego según Oriol Ripoll.
1. Debe ser un Juego serio, es decir, un tipo de juego que se desvincula del mundo infantil y presenta una simulación del mundo real con la intención de resolver un problema.
2. El objetivo no debe estar marcado, si no ser abierto para potenciar la creatividad.
3. La comunicación entre los jugadores debe ser fluida, para encontrar una respuesta válida, o más de una si fuese posible. Tras un proceso de conexión y reflexión.

La ludificación puede ayudar a resolver dilemas de negocio tales como:
1. Retener el talento: a través de experiencias de desarrollo profesional atractivas y significativas. Las dinámicas de juego en la formación empresarial como insignias, puntos de experiencia, tableros de liderazgo, entre otros, infunden la experiencia de aprendizaje con objetivos claros, recompensas motivadoras y sana competencia entre colegas. Esto permite que la fuerza laboral se encuentre motivada y por lo tanto el talento se retenga en la empresa.
2. Compromiso de los empleados: a través de gratificación por ejemplo, al alcanzar insignias estas permiten que el empleado se sienta valorado y sus logros sean reconocidos.
3. Mantener el capital intelectual: través de tableros de liderazgo.
4. Crear comunidades de aprendizaje: a través de redes sociales o mecanismos de mensajería interna de la empresa.
5. Reducir la brecha profesional de habilidades: a través de entrenamientos agrupados por nivel de contenido y experiencia.
6. Reforzar la marca empresarial: a través de la personalización de plataformas de aprendizaje e insignias.
7. Evaluar el éxito de formación empresarial: a través de herramientas de ludificación aplicadas en la formación es más sencillo conocer el camino formativo que los empleados han elegido y qué logros han alcanzado.

En el mundo empresarial la gamificación también es aplicada a los recursos humanos donde traslada las técnicas de juego a las relaciones de empresa fomentando la participación, la motivación y la cultura empresarial. Algunas de sus aplicaciones se realizan para la selección de personal, la evaluación del desempeño, formación y aprendizaje y procesos de onboarding. 

## La ludificación y las tecnologías de la información y comunicación
La gamificación educativa permite al ser humano aprender con mayor facilidad mediante el juego, dicha característica posibilita la sociabilización del niño en entornos diferentes y nuevos que lo estimulen para conocer otros aspectos de la realidad. Asimismo, en combinacion con las tecnologías de la información y comunicación, logra fomentar el aprendizaje de contenidos y la adquisición de habilidades desde una perspectiva integradora o transversal, como puede ser la adquisición de estilos de vida saludables.
Los videojuegos para aprender no son sinónimo de videojuegos convencionales. En este grupo, los videojuegos para aprender, entran los juegos serios (en inglés: serious games) cuya finalidad principal no es el entretenimiento sino la formación. No son juegos que deban ser divertidos pero sí que enganchen a seguir jugando.
En la actualidad existen multitud de videojuegos pensados para trabajar en el aula como Minecraftedu. Se trata de un tipo de juego que favorece la creatividad, colaboración en grupo y la resolución de problemas.
Para aplicar este tipo de juegos en el aula hay que indicar las metas u objetivos así como establecer una serie de pautas que permitan una correcta eficacia de esta aplicación de gamificación. Joel Levin comenta que la diferencia con el Minecraft normal radica en la opción de tener zonas de trabajo para las clases, mover a los alumnos por el mapa y enviar mensajes.

## Opinión crítica
El investigador Sebastian Deterding de la Universidad de Hamburgo ha tildado a las actuales estrategias de ludificación como aburridas, creaciones con un sentido artificial del logro. También dice que la ludificación puede alentar conductas no deseadas.
Los diseñadores de juegos Jon Radoff y Margaret Robertson también han puesto en duda la ludificación, por excluir elementos como la narración de cuentos y las experiencias por el uso de sencillos sistemas de recompensa en lugar de "los verdaderos mecanismos de juego".
El profesor Kevin Slavin ha descrito las investigaciones empresariales en ludificación como defectuosas y engañosas para quienes no están familiarizados con el juego. Además el investigador Flavio Escribano ha puesto de manifiesto que, como sucede con los juegos, la ludificación debería ser aceptada voluntariamente por aquellos sujetos ludificados, acuñando el término ludictadura para aquellas estrategias de ludificación que no cumplen con tal requisito.
El término ludificación también ha sido criticado. Ian Bogost se ha referido a esta expresión como una moda de marketing y sugirió exploitationware como un nombre más adecuado para los juegos utilizados en la publicidad. También ha sugerido que la ludificación es solo una extensión de las ideas existentes en la propia práctica publicitaria, como los programas de fidelización.
José Manuel Pérez Tornero realiza una crítica a la ludificación, por la falta de innovación o modernidad que supone respecto a la inclusión del juego en la educación como base del aprendizaje. Por otro lado, se propone una asociación de la gamificación específicamente a elementos del diseño de los videojuegos, y no de los juegos en general, dada la incidencia en el gran número de retroalimentaciones, una estética más audiovisual, los cálculos y estadísticas constantes, la interactividad y otros elementos más propios de los videojuegos que de los juegos. Aceptar el diseño del juego como referente implicaría entender que la gamificación tiene siglos de historia, y no un fenómeno nuevo y reciente. El debate conceptual sigue abierto.
Profundizando en la historia de la pedagogía, grandes representantes como Jean Jacques Rousseau, Célestin Freinet, Maria Montessori, Piaget, Paulo Freire, John Dewey o Howard Gardner  han hecho hincapié en la necesidad de crear un nuevo modelo de escuela, más activa y menos repetitiva,  por lo que, en palabras de este catedrático, la propuesta de cambio no es exclusiva de la sociedad digital del S XXI.
Igualmente todos ellos, han incluido en sus teorías la importancia que tiene el juego en el aprendizaje, bien a través del juego simbólico, del teatro, del humor, etc. , en definitiva, de aquellos recursos lúdicos que propician una salida de la realidad y el desarrollo de la creatividad en las acciones. 
Por otro lado,  la impresionante evolución  de la industria del videojuego, ha llegado al ámbito educativo de la mano de esta tendencia, incluyendo la competitividad (ganadores y perdedores, premios y ausencia de los mismos,...)  y el fomento del consumo, que nuestra actual sociedad  promueven, magnificando los beneficios de la ludificación.

## Críticas y limitaciones
A pesar de sus múltiples aplicaciones y beneficios, la ludificación también ha sido objeto de críticas y enfrenta limitaciones significativas que deben considerarse al implementarla:
1. Manipulación psicológica. Algunos críticos, como Ian Bogost, han señalado que la ludificación puede convertirse en una herramienta de explotación (exploitationware), manipulando comportamientos de los usuarios para fines comerciales más que motivacionales.[88]
2. Falta de sostenibilidad. Las recompensas ludificadas, como puntos y medallas, pueden perder efectividad si no se renuevan con frecuencia, lo que genera desmotivación en los usuarios. Este fenómeno, conocido como "fatiga de gamificación", es común cuando las dinámicas de juego no evolucionan con el tiempo.
3. Desigualdad en la experiencia de los usuarios. No todos los participantes responden de la misma manera a las dinámicas de juego. Algunos pueden sentirse motivados, mientras que otros experimentan frustración o presión innecesaria, especialmente en contextos competitivos.
4. Énfasis excesivo en recompensas externas. La dependencia de recompensas como medallas y puntos puede socavar la motivación intrínseca de los usuarios, particularmente en contextos educativos, donde debería priorizarse el aprendizaje profundo sobre los incentivos superficiales.[89]
5. Diseño pobre o inadecuado. Si las mecánicas de juego no están alineadas con los objetivos o no son relevantes para los usuarios, pueden percibirse como artificiales o forzadas, afectando negativamente su efectividad. Esto ha sido señalado por académicos como Sebastian Deterding y Jon Radoff.[90]